# Leye Adenle
Leye Adenle, född 1975 i Osogbo, är en nigeriansk författare och skådespelare som är bosatt i London. Han har framförallt ägnat sig åt genrelitteratur, såsom deckare. Som skådespelare har han bland annat spelat i Ola Rotimis pjäs Our Husband Has Gone Mad Again.

## Biografi
Adenle växte upp i Osogbo i Osun, Nigeria. Hans fader var utbildad läkare vid Harvard University, men blev istället förläggare och tryckare. Både farfadern och fadern ägnade sig åt skrivande, och en skola är uppkallad efter farfadern i Osogbo. Han gav också ut två böcker på yoruba, innan han utsågs till kung. Adenle har hållit fast vid arvet från yoruba, även om han skriver på engelska, och han har inspirerats av författare och dramatiker som Daniel Olorunfemi Fagunwa, Amos Tutuola och Hubert Ogunde.
Kort innan millennieskiftet flyttade Adenle till Storbritannien, där han tog en masterexamen i IT vid University of East London. Vid sidan om sitt författarskap arbetar han som agil coach. 2016 mottog han det franska litteraturpriset Prix Marianne i kategorin författare på utländska språk.
Adenle har också skrivit och spelat in stycken för BBC Radio 4 och BBC World Service.